# Ernst Henke (Industrieller)
Ernst Henke (* 1. September 1881 in Mülheim an der Ruhr; † 20. Februar 1974 in Essen) war ein deutscher Jurist und Manager in der Elektrizitätswirtschaft.

## Leben
Henke, Sohn eines Gymnasialdirektors, besuchte das Gymnasium in Barmen und Bremen, studierte Rechtswissenschaften und wurde nach Ablegung des Assessor-Examens 1909 Justiziar bei Hugo Stinnes. Von 1912 bis 1945 war er Direktor und juristischer Vorstand der Rheinisch-Westfälische Elektrizitätswerke AG (RWE), bei der Stinnes damals Hauptaktionär war.
Des Weiteren fungierte er als Aufsichtsratsmitglied u. a. der RWE bis 1962, der Elektrizitäts-AG vormals W. Lahmeyer & Co., der Main-Kraftwerke AG, der Roddergrube AG sowie der Westdeutsche Elektrizitätswirtschafts-AG. Er war Mitglied im Vorstand des Reichsverbands der Deutschen Industrie, Vorsitzender der Fachgruppe der Elektro-, Gas- und Wasserwerke Deutschlands und Vorstand der Vereinigung der Elektrizitätswerke und Mitglied des Vorläufigen Reichswirtschaftsrats.
Zum 1. Mai 1933 trat er mit dem gesamten RWE-Vorstand der NSDAP in Essen bei (Mitgliedsnummer 3.021.758).

## Kunstliebhaber und Sammler
Als Kunstliebhaber war Henke bereits von 1925 bis 1926 und erneut von 1959 bis 1969 Vorsitzender des Folkwang-Museumsvereins. Henke besaß eine wertvolle Kunstsammlung, die er insbesondere in den 1930er und 1940er Jahren aufbaute. Darunter waren Caspar David Friedrichs Der Wanderer über dem Nebelmeer und Sonnenuntergang hinter der Dresdener Hofkirche und Gemälde von Emil Nolde und Ernst Ludwig Kirchner. Dieter Spethmann nannte ihn einen großen Kunst- und Altertumsfreund. Von 1945 bis 1970 war Henke Vorstandsvorsitzender des Vereins Kunstring Folkwang e.V in Essen. 1964 gründete er die Folkwang-Stiftung Ernst und Elly Henke.
Berufliche und gesellschaftliche Kontakte pflegte er auch als Mitglied im Industrie-Club Düsseldorf.
Nach Entwurf von Ludwig Mies van der Rohe ließ sich Ernst Henke 1930 einen Anbau an sein Wohnhaus in Essen ausführen.